# Andrée Lahoud
Andrée Emile Lahoud z domu Amadouni (ur. 3 listopada 1940) – libańska działaczka społeczna, pierwsza dama Republiki Libańskiej w latach 1998-2007, żona byłego prezydenta Émila Lahouda. Mają troje dzieci: Carine El Murr, Emila i Ralpha.

## Odznaczenia
Andrée Lahoud została odznaczona Orderem Republiki Tunezji (2001), Libańskim Orderem za Zasługi na rzecz Olimpizmu (2001), bułgarskim Orderem Róży (2003) oraz Krzyżem Komandorskim z Gwiazdą Orderu Zasługi Rzeczypospolitej Polskiej (2004).